# Lago Aidar
El lago Aidar (o Aydar o Aydarkul o Aidarkul) (en uzbeko: Aydar Ko‘l) es un gran lago que forma parte del sistema artificial de lagos Aidar-Arnasay, que cubre un área de 4.000 km². Este sistema incluye tres lagos de agua salobre (Aidar Arnasay y Tuzkan), localizados en las depresiones salinas del sureste del desierto de Kyzyl Kum (ahora en Uzbekistán y Kazajistán). Los lagos son el subproducto no intencional de la planificación soviética.
Hasta mediados del siglo pasado, las tierras bajas de Arnasay se mantenían la mayor parte del año como un lago seco y sólo en la primavera, en las depresiones, el pequeño y efímero lago Tuzkan brillaba brevemente, desapareciendo en la temporada caliente.

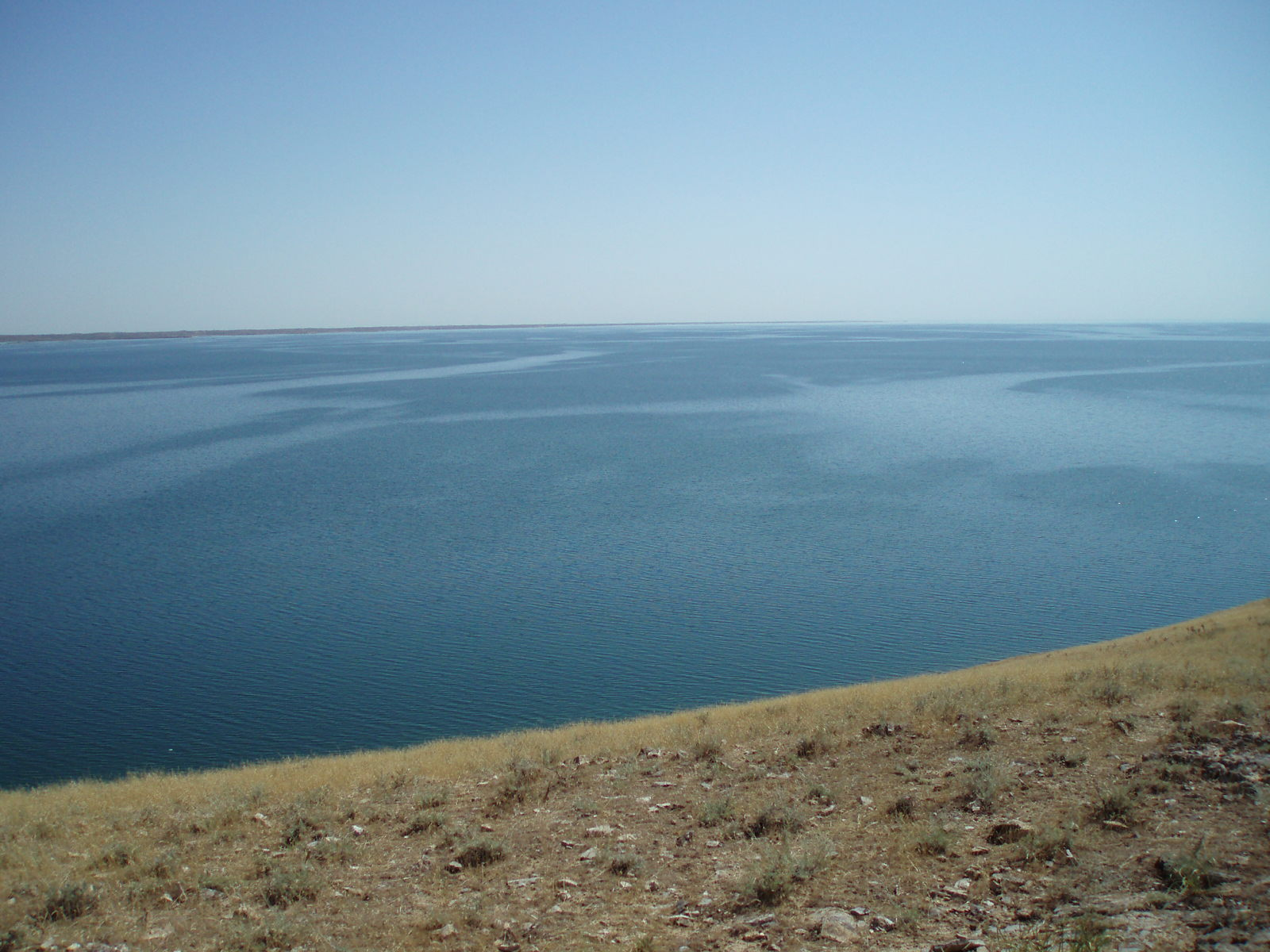
Vista del lago Aidar

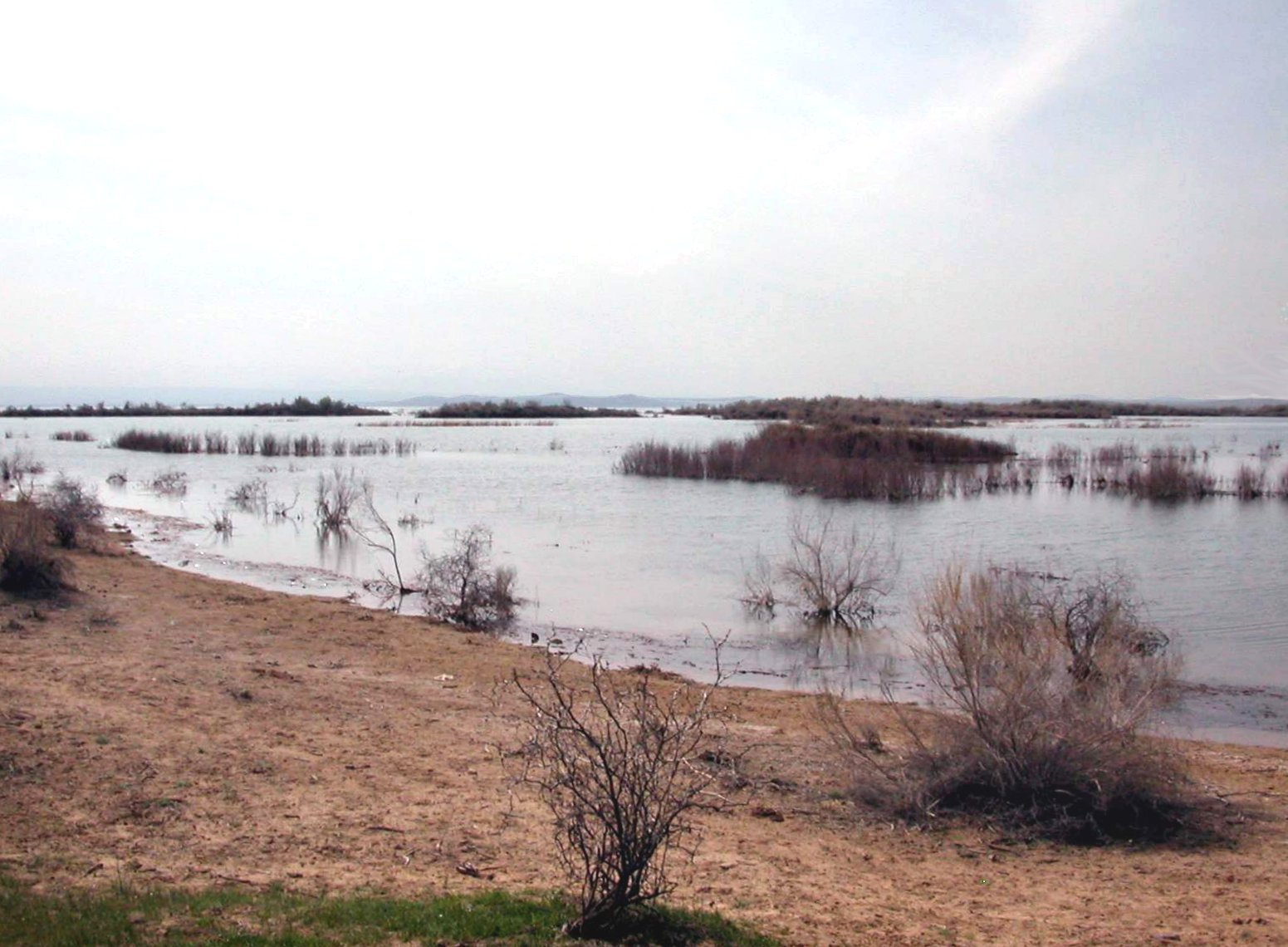
Otra vista del lago Aidar

A principios de los años sesenta el río Sir Daria fue represado. Simultáneamente, se construyó la presa de riego de Chardaria. Se dispusieron compuertas en la presa para controlar las inundaciones, y cuando en 1969 se produjo una grave inundación, éstas se abrieron ya que la capacidad de la presa era insuficiente para hacer frente a la corriente. Entre febrero de 1969 y febrero de 1970, casi el 60% del flujo medio anual de agua del Sir Daria (21 km³) fue drenado desde el embalse de Chardaria hacia las tierras bajas de Arnasay. De esta forma se crearon accidentalmente nuevos lagos. Desde 1969, el lago Aidar ha recibido regularmente las aguas del río Sir Daria cuando desbordan la capacidad del embalse de Chardaria. Esto ha ido llenado la cavidad natural de las tierras bajas de Arnasay para crear el segundo lago más grande de la región (después de lo que aún resta del mar de Aral).
En 2005, el lago Aidar contenía 44,3 kilómetros cúbicos de agua. Hoy en día, la zona del lago Aidar cuenta con 3.000 km² de superficie de agua, tiene cerca de 250 km de largo y hasta 15 km de ancho. La mineralización del agua en el lago Aidar es, de media, de sólo 2 gramos por litro (2.000 ppm).
En el lago se introdujeron, con finalidad de ser una fuente para la pesca industrial, muchas especies de peces, como el sazan (Cyprinus caprio), lucioperca (Stizostedion lucioperca), brema (Abramis brama), pez gato (Silurus glanis), hzereh (Aspius aspius), chehon (Pelecus cultratus) y pez ophidian (Channa argus). El sistema lacustre ofrece entre 760 y 2.000 toneladas de pescado al año (según datos estadísticos entre 1994 y 2001).
Además de la fauna común en el Kyzyl Kum, hay muchos tipos de aves acuáticas migratorias que desde el mar de Aral hacen sus hogares en todo el lago.
El lago Aidar se encuentra lejos de lugares habitados, siendo perfecto el silencio alrededor del lago. En la actualidad, solamente 345 familias (aproximadamente 1760 personas) viven cerca del lago.
La región del lago Aidar es un área de gran potencial para la pesca, yurting y actividades turística con cabalgadas en camello.